# Рувнополе
Рувнополе (пол. Równopole, нім. Ebenfelde) — село в Польщі, у гміні Качори Пільського повіту Великопольського воєводства.
Населення — 287 осіб (2011).
У 1975-1998 роках село належало до Пільського воєводства.

## Демографія
Демографічна структура станом на 31 березня 2011 року:
|          | Загалом | Допрацездатний вік | Працездатний вік | Постпрацездатний вік |
| -------- | ------- | ------------------ | ---------------- | -------------------- |
| Чоловіки | 145     | 34                 | 99               | 12                   |
| Жінки    | 142     | 34                 | 85               | 23                   |
| Разом    | 287     | 68                 | 184              | 35                   |